# Ortucchio
Ortucchio est une commune de la province de L'Aquila dans la région Abruzzes en Italie.

## Histoire

### Archéologie
- La Culture d'Ortucchio
- Les grottes d'Ortucchio

## Administration
| Période                                  | Période | Identité | Étiquette | Qualité |
| ---------------------------------------- | ------- | -------- | --------- | ------- |
|                                          |         |          |           |         |
| Les données manquantes sont à compléter. |         |          |           |         |

### Communes limitrophes
Collelongo, Gioia dei Marsi, Lecce nei Marsi, Pescina, Trasacco